# Karze
Karze är ett berg i Kina. Det ligger i den autonoma regionen Tibet, i den sydvästra delen av landet, omkring 440 kilometer sydväst om regionhuvudstaden Lhasa. Toppen på Karze är 6 550 meter över havet, eller 402 meter över den omgivande terrängen. Bredden vid basen är 1,9 km.
Runt Karze är det ganska glesbefolkat, med 48 invånare per kvadratkilometer. Det finns inga samhällen i närheten. Trakten runt Karze består i huvudsak av gräsmarker.
Genomsnittlig årsnederbörd är 1 957 millimeter. Den regnigaste månaden är juli, med i genomsnitt 374 mm nederbörd, och den torraste är januari, med 17 mm nederbörd.